# Puerto Pailas
Puerto Pailas – miasto w Boliwii, w departamencie Santa Cruz, w prowincji Andrés Ibáñez.